# Ernst Jean-Baptiste
Pour les articles homonymes, voir Jean-Baptiste.
Ernst Jean-Baptiste, surnommé Ze Nono, est un footballeur puis entraîneur haïtien, né le 18 avril 1956 à Limbé (département du Nord).

## Biographie

### Joueur

#### En club
Joueur du Victory SC, Ernst Jean-Baptiste émigre aux États-Unis en 1975. Dans les années 1980, il évolue dans des clubs d'American Soccer League (Miami Americans (en) et New England Sharks (en)), avant de jouer pour le Fort Lauderdale Strikers, club de NASL. Il termine sa carrière au sein du Fort Lauderdale Sun (en) en United Soccer League.

#### En sélection
International haïtien de 1975 à 1981, Ernst Jean-Baptiste dispute 9 matchs avec les Grenadiers dont huit dans le cadre des éliminatoires de la Coupe du monde 1982.

### Entraîneur et dirigeant
« Ze Nono » est sélectionneur d'Haïti, dans les années 1990, à deux reprises : entre 1991 et 1993 – où il a l'occasion de diriger les Grenadiers lors des qualifications à la Coupe du monde 1994, – puis en 1999.
C'est cependant dans le football amateur qu'il se distingue puisqu'il remporte cinq fois la Copa Latina, un tournoi non professionnel dans le sud de la Floride.
Devenu par la suite directeur général adjoint du ministère de la Jeunesse, des Sports et de l’Action civique d'Haïti (MJSAC), il annonce en 2015 son intention de se présenter aux élections de la FIFA,. Néanmoins, il doit désister de sa candidature dans la mesure où il ne parvient pas à obtenir le soutien de 5 fédérations nationales y compris celui de la FHF.

## Palmarès

### Joueur
- Fort Lauderdale Sun (en)
  - Champion de la United Soccer League en 1984.